# Gustav Drechsler

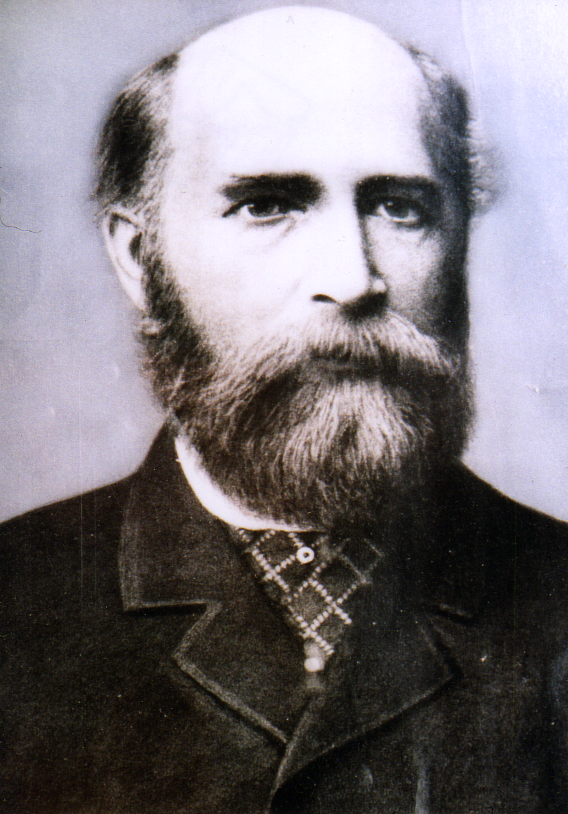
Gustav Drechsler.

Gustav Adolph Wilibald Drechsler, född 18 juni 1833 i Clausthal (Harz), död 14 oktober 1890 i Greifswald, var en tysk forskare i lantbruksvetenskap. 
Han blev 1867 docent i jordbrukslära i Göttingen samt 1871 professor och föreståndare för ett, väsentligen på hans tillskyndan, vid universitetet nyinrättat lantbruksinstitut. År 1885 invaldes han i Preussens deputeradekammare och 1887 i tyska riksdagen, där han tillhörde tyska rikspartiet. Drechsler utnämndes till kurator för Greifswalds universitet 1889. Han utvecklade en omfattande verksamhet såsom författare i sin vetenskap, särskild rörande jordbruksekonomi samt förenings- och associationsväsendet inom jordbruket. Tillsammans med Wilhelm Henneberg utgav han tidningen "Journal für Landwirtschaft"